# TOUCH THE HEART
『TOUCH THE HEART』（タッチ・ザ・ハート）は、1989年6月25日にアルファレコードから発売された佐藤博の9作目のオリジナル・アルバム。

## 解説
本作は全曲日本語詞である。
レコーディングは、国内録音。
目黒にあるヤマハAVレコーディング・スタジオが制作の主な舞台となった。羽根田征子のアルバム『SORA』のレコーディングが終わると直ちに本作の制作に着手。
今回のマルチに使用されたのは、ソニーのPCM-3348。本作から48チャンネル録音となった。
佐藤はこの時点で、「この4、5年はマッキントッシュにストックしてある曲を聴きかえしてみて、新鮮だと思える曲を取り上げるというスタイルを取っており、1曲目の「STOP THE RAIN」は、まさにそのスタイルで取り上げた作品であると述べている。2曲目の「Fuzzy Love」のドラムは青山純が全部叩いているが、キック(バス・ドラム)のみプログラミングに、また曲の前半のほうは、スネア・ドラムとフィルインがリズム・マシンに差し替えられている。
コンセプトというものを決めずに制作に臨んだと述懐しているが、佐藤自身、コンセプトという概念がイマイチ理解できておらず、結局人に感激してもらえるか、リラックスしてもらえるかという部分が出ていれば十分であると述べている。
また、発売当時のインタビューで、「たとえば、トラック数を考えてアレンジを決める、みたいなことは僕はすごいばかげたことだと思うんですよ。4チャンネルしかないシーケンサーという制約の中でアイディアをひねり出すのも、それはそれで面白いとは思うけど、機械の制約に合わせて作るんじゃなく、まずこういうものが作りたいというのが優先であり、ミキサーが何チャンネルあるとか、そんなことはどうだっていい。技術が解決する問題であって、機械の都合に合わせて作りたくない」と述べている。

## 収録曲
全作編曲：佐藤博（特記除く）
1. Stop the Rain
作詞：真沙木唯
2. Fuzzy Love
作詞：真沙木唯
3. Another Land
作詞：Maxi Anderson
4. Adieu
作詞：真沙木唯、作曲：斉藤修、編曲：斉藤修・田中浩一・佐藤博
5. Missing Link
6. My Hometown
作詞：真沙木唯
7. Rosy Heart
作詞：真沙木唯
8. Paradise
作詞：Maxi Anderson
9. Bay Side Hotel
作詞：真沙木唯
10. Touch the Heart

## レコーディング・メンバー
- 佐藤博  –  ボーカル、キーボード、ピアノ、プログラミング
- 松原正樹  –  ギター
- 鳥山雄司  –  ギター
- 鈴木茂  –  ギター
- 松木恒秀  –  アコースティック・ギター
- 吉川忠英  –  アコースティック・ギター
- 伊藤広規  –  ベース
- 青山純  –  ドラム
- 浜口茂外也  –  パーカッション
- 本田雅人  –  サックス
- 鈴木明男  –  サックス
- EVE  –  コーラス
- 藤井美保  –  ボーカル、コーラス
- 田中修  –  リズム・プログラミング
- 斉藤修  –  リズム・プログラミング
- 菅野洋子  –  シンセサイザー